# Shishi (Aktivisten)

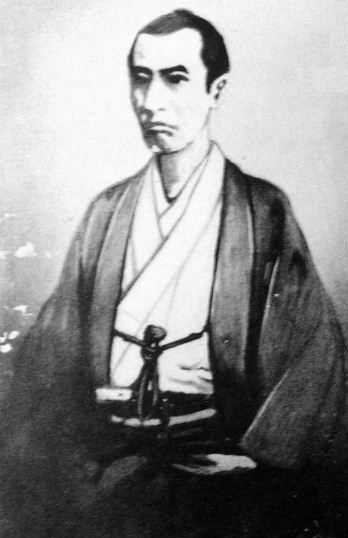
Yoshida Shōin

Die Shishi (jap. 志士) waren politische Aktivisten während der späten Edo-Zeit, genauer des Bakumatsu (1853–1867). Der Begriff stammt aus den Analekten des Konfuzius mit der Bedeutung „willensstarker Mann/willenstarke Männer“.
Shishi waren in der Regel junge Samurai von niederem Rang, was weniger Pflichten und mehr Freiheiten mit sich brachte, da ihr Alltag nicht mit Ritualen und Amtstätigkeiten ausgefüllt war. Beschränkte Aufstiegsmöglichkeiten förderten in ihnen einen kritischen Geist.
Da sie wenig Informationen über die Hintergründe von Diplomatie und Politik hatten, neigten sie zu vereinfachenden Lösungen für die Probleme Japans, die Erwartung eines herannahenden Kriegs mit den westlichen Mächten führte zu einer Blüte der Kampfkünste.
Sie stammten vor allem aus dem Südwesten Japans, den Han Satsuma, Chōshū, Tosa und Saga.
Die Shishi stellten aber keine homogene Gruppe dar, sondern waren sehr unterschiedlich in Motivation und Ansichten und waren oft auch untereinander zerstritten.
Gemeinsamkeiten lassen sich jedoch daran festmachen, dass sie die erzwungene Öffnung Japans als Demütigung empfanden und die Übergabe aller Macht seitens des Shogunats an den Kaiser forderten. Sie waren es, die dem Kampfruf Sonnō jōi („Verehrt den Kaiser, vertreibt die Barbaren“) Nachdruck verliehen. Attentate gegen Ausländer und hohe Würdenträger, die sie als Kollaborateure betrachteten, waren ein wichtiges politisches Mittel der Shishi.
Viele Shishi fielen der Ansei-Säuberung Ii Naosukes zum Opfer, was ihn, auch wegen seiner Unterzeichnung der Ungleichen Verträge, zum Ziel eines ihrer Attentate machte. Während der Meiji-Ära erreichten viele frühere Shishi als Teil der Meiji-Oligarchie hohe Ämter.
Die Lehren Yoshida Shōins übten großen Einfluss auf sie aus.
Bis 1945 wurden sie in der japanischen Geschichtsschreibung verherrlichend dargestellt.

## Bekannte Vertreter
- Yoshida Shōin
- Hashimoto Sanai
- Itō Hirobumi
- Iwakura Tomomi
- Ōkubo Toshimichi
- Rai Mikasaburō
- Saigō Takamori
- Yamagata Aritomo